# Trémentines
Trémentines är en kommun i departementet Maine-et-Loire i regionen Pays de la Loire i nordvästra Frankrike. Kommunen ligger i kantonen Cholet 2e Canton som tillhör arrondissementet Cholet. År 2022 hade Trémentines 3 078 invånare.

## Befolkningsutveckling
Antalet invånare i kommunen Trémentines
| Referens: INSEE |